# جوردن أتكينز
جوردن أتكينز (بالإنجليزية: Jordan Atkins)‏ هو لاعب دوري الرغبي أسترالي، ولد في 22 يناير 1983 في Stanthorpe, Queensland ‏ في أستراليا.